# 佑典
佑典（ゆうすけ、1992年4月21日 - ）は、日本の男性キックボクサー。大阪府摂津市出身。入場曲GAZZILA / The Hard Way
月心会TEAM侍所属。

## 経歴
学生時代はサッカーをしていた。腕前は１級品である。
卒業後喧嘩に明け暮れ20歳の時に地下格闘技にスカウトされる。20戦以上の実績を積み、MAGNUM41でキックボクサーにプロデビュー中国でMMAの試合に出場していて、キックボクサーでは珍しいMMAで2戦2勝で無敗である。
2021年にK-1グループのKrushでレビューし桝本翔也を鋭いパンチでマットに沈め強烈なインパクトを残した。
2022年2月20日、krush.134にて、林勇汰と対戦し冷静に試合を進め2R1分26秒でKO勝ちを収めた

### 月心会TEAM侍
K-1、krushのトップファイターがいる月心会チーム侍に所属していてニックネームは兄貴。
通称 月心会のアウトサイダーと呼ばれている。がみんなに「カレーな気分」という飲み物を買ってきたりと心優しい面ある。
普段は解体業者に勤めており、格闘技と仕事の両立をしている。2022年の誕生日に幼稚園児の格好をしていた。ちなみに去年は体操着らしい。
自分の試合が近くても、月心会チーム侍の仲間が試合をする時は対策などを一緒に考えたり、アドバイスをしたりとても格闘技熱心で仲間思いである。

試合で骨が折れた際に「骨が折れても心は折れてない」といい諦めてない気持ちを見せ、ファンを沸かせた。

RIZIN選手、格闘系YouTuber（りくちゅーぶ）の白川陸斗のあだ名【ウッディー】の名付け親である。
白川とは大阪の地下格闘技で知り合い、たまに交流もある。

## 戦績

### キックボクシング
| キックボクシング 戦績 | キックボクシング 戦績 | キックボクシング 戦績 | キックボクシング 戦績 | キックボクシング 戦績 | キックボクシング 戦績 | キックボクシング 戦績 |
| --------------------- | --------------------- | --------------------- | --------------------- | --------------------- | --------------------- | --------------------- |
| 27 試合               | (T)KO                 | 判定                  | その他                | 引き分け              | 無効試合              |                       |
| 18 勝                 | 7                     | 9                     | 0                     | 0                     | 0                     |                       |
| 10 敗                 | -                     | -                     | 0                     | 0                     | 0                     |                       |

| 勝敗 | 対戦相手 | 試合結果                            | 大会名                                                   | 開催年月日     |
| ○    | 山川賢誠 | 3R2分34秒KO（右バックハンドブロー） | DEEP☆KICK70【-57.5kg王座決定トーナメント準決勝】         | 2023年12月17日 |
| ×    | 竹内将生 | 3R 1分28秒KO（左フック）            | Krush.156                                                | 2023年12月17日 |
| ×    | 篠塚辰樹 | 3R終了+延長KO                       | AZABU PRESENTS K-1 WORLD GP                              | 2023年7月17日  |
| ○    | 宮崎勇樹 | 3R終了延長3-0                       | Krush149                                                 | 2023年5月20日  |
| ×    | 健介     | 2R 1分49秒KO                        | Krush141                                                 | 2022年9月24日  |
| ×    | 太田拓真 | 判定0-3                             | Krush137                                                 | 2022年5月21日  |
| ○    | 林勇汰   | 2R1分26秒 KO （右フック）           | Krush134                                                 | 2022年2月20日  |
| ×    | 斗麗     | 2R2分5秒 KO (左ストレート)          | K-1 WORLD GP 2021 JAPAN ～よこはまつり～                 | 2021年9月20日  |
| ×    | 横山朋哉 | 1R 0分29秒 KO（左フック）           | K-1 WORLD GP 2021 JAPAN ～K’FESTA.4 Day.2～              | 2021年3月28日  |
| ○    | 桝本翔也 | 1R 2分36秒TKO(タオル投入)           | Krush.122                                                | 2021年2月27日  |
| ○    | 元貴     | 判定3-0                             | DEEP☆KICK48/57.5kg契約 3分3R                             | 2020年12月13日 |
| ×    | 兼田将暉 | TKO                                 | GOLD RUSH 6                                              | 2020年4月5日   |
| ○    | 河野一平 | 延長判定3-0                         | DIVINER presents TWOFC Vol.0                             | 2019年12月22日 |
| ○    | 土屋開   | 判定2-0                             | BORDERKICKBOXING【西日本統一フェザー級次期挑戦者決定戦】 | 2019年5月12日  |
| ○    | TARO     | 3R0:40秒TKO（タオル投入）           | BORDERKICKBOXING                                         | 2019年1月20日  |
| ×    | 直也     | 2R1分24秒KO                         | BORDERKICKBOXING                                         | 2018年9月30日  |
| ○    | 東野巧   | 3R0:48秒KO                          | BORDERKICKBOXING                                         | 2018年6月10日  |
| ○    | 大輝     | 判定2-0                             | BORDERKICKBOXING                                         | 2018年3月25日  |
| ○    | 熊井亮介 | 判定3-0                             | MAGNUM41                                                 | 2016年7月3 日  |

### プロ総合格闘技
| 総合格闘技 戦績 | 総合格闘技 戦績 | 総合格闘技 戦績 | 総合格闘技 戦績 | 総合格闘技 戦績 | 総合格闘技 戦績 | 総合格闘技 戦績 |
| --------------- | --------------- | --------------- | --------------- | --------------- | --------------- | --------------- |
| 2 試合          | (T)KO           | 一本            | 判定            | その他          | 引き分け        | 無効試合        |
| 2 勝            | 1               | 1               |                 |                 | 0               | 0               |
| 0 敗            | 0               | 0               | 0               | 0               | 0               | 0               |

| 勝敗 | 対戦相手 | 試合結果              | 大会名           | 開催年月日    |
| ○    | 班瑪奪基 | KO（右フック→膝蹴り） | WLF武林籠中対.12 | 2017年3月11日 |

### アームレスリング
| 勝敗 | 対戦相手 | 試合結果 | 大会名                 | 開催年月日     |
| ○    | 椿原龍矢 | 1R       | 月心会アームレスリング | 2022年10月21日 |
| ○    | 野田蒼   | 1R       | 月心会アームレスリング | 2022年10月21日 |
| ○    | 中川幸樹 | 1R       | 月心会アームレスリング | 2022年10月21日 |

## 獲得タイトル
- アームレスリング大会優勝。（月心会チーム侍）

## 入場曲
GAZZILA / The Hard Way